# Kalnište
Kalnište (in ungherese Kálnás) è un comune della Slovacchia facente parte del distretto di Svidník, nella regione di Prešov.